# Проєкт водопостачання Північного Кіпру

Схема водогону Проєкту водопостачання Північного Кіпру

Проєкт водопостачання Північного Кіпру (тур. KKTC Su Temin Projesi) — міжнародний проєкт призначений для подачі води для пиття і зрошення з південної Туреччини на Північний Кіпр водогоном під поверхнею Середземного моря

## Проєкт
Кіпр зазнає брак прісної води через малу кількість опадів. Проєкт спрямований для подачі води у Північний Кіпр з Туреччини у найближчі 50 років. З 75 млн м³/рік води, 37.76 млн м³ (50,3%) буде використовуватися для питних цілей, а решта (49,7%) буде виділено на зрошення. Після реалізації проєкту, зрошуване землеробство буде можливо на площі 4.824 га на рівнині Месаорія.
Кошторисна вартість проєкту 782 млн. ₺ турецьких лір (приблизно US$432 million), з них ₺ 45,6 млн (бл. US $ 25,2 млн) для будівництва у Туреччині, ₺ 630 млн (бл. США млн $ 348) на підводний водогін і ₺ 26,9 млн (бл. US $ 14,9 млн) для будівництва у Північному Кіпрі.

### Етап 1
Будівництво греблі Алакьопрю біля Анамуру на потоці Анамур-Драгон заввишки 88 м. Земляні робот були завершені 7 березня 2011 року водосховище має об'єм 130,5 млн м³ (4,61 млрд куб футів). Будівництво греблі було завершено 7 березня 2014 року

### Етап 2
Водогін має діаметр 1500 мм і 22 км завдовжки буде нести 75 мільйонів кубічних метрів води з водосховища Алакьопрю до насосної станції, яка підключається до водогону що далі прямує під морем на відстані 1 км від берега

### Етап 3
Водогін завдовжки 80 км діаметром 1600 мм прямує під поверхнею моря на глибині 250 м і транспортує воду зі станції Анамуріум в Туреччині до насосної станції Гюзельялі на Північному Кіпрі. Водогін має датчики щоб сигналізувати про будь-які можливі несправності.

### Етап 4
Водогін завдовжки 3 км транспортуватиме воду зі станції Гюзельялі до водосховища Гечиткьой біля міста Кіренія

## Реалізація
Проєкт водопостачання Північного Кіпру  було завершено у вересні 2014 року Перша вода з Туреччини дісталась водосховища Гечиткьой 8 жовтня 2015. Матеріал з якого споруджено водогін - поліетилен високої щільності (HDPE).
Координати водозабору і водоскиду:
- Гребля Алакьопрю: 36°10′53″ пн. ш. 32°53′44″ сх. д. / 36.18139° пн. ш. 32.89556° сх. д.
- Гребля Гечиткьой: 35°19′40″ пн. ш. 33°04′24″ сх. д. / 35.32778° пн. ш. 33.07333° сх. д.